# Акумоли
Акумоли (итал. Accumoli) је насеље у Италији у округу Ријети, региону Лацио.
Према процени из 2011. у насељу је живело 198 становника. Насеље се налази на надморској висини од 858 м.

## Становништво
Према резултатима пописа становништва 2011. у општини је живело 653 становника.
| 1931. | 1936. | 1951. | 1961. | 1971. | 1981. | 1991. | 2001. | 2011. |
| ----- | ----- | ----- | ----- | ----- | ----- | ----- | ----- | ----- |
| 2.695 | 2.359 | 2.239 | 1.893 | 1.243 | 985   | 758   | 724   | 653   |